# Vuelta a Andalucía 1959
La 6.ª edición de la Vuelta a Andalucía se disputó entre el 1 y el 8 de febrero de 1959 con un recorrido de 1342,0 km dividido en 8 etapas con inicio y final en Málaga. 
Participaron 60 corredores repartidos en 12 equipos de los que sólo lograron finalizar la prueba 48 ciclistas.
El vencedor, el  español Miguel Pacheco, cubrió la prueba a una velocidad media de 37,999 km/h imponiéndose igualmente en la clasificación de la montaña.

## Etapas
| Etapa | Fecha        | Recorrido                       | Km    | Ganador de la etapa  |
| 1ª    | 1 de febrero | Málaga - Málaga                 | 64,0  | Vicente Iturat       |
| 2ª    | 2 de febrero | Málaga - Granada                | 135,0 | Joaquín Barceló      |
| 3ª    | 3 de febrero | Granada - Córdoba               | 239,0 | José Gómez del Moral |
| 4ª    | 4 de febrero | Córdoba - Sevilla               | 152,0 | Antonio Carreras     |
| 5ª    | 5 de febrero | Sevilla - Huelva                | 230,0 | Aniceto Utset        |
| 6ª    | 6 de febrero | Huelva - Jerez de la Frontera   | 191,0 | Fernando Manzaneque  |
| 7ª    | 7 de febrero | Jerez de la Frontera - La Línea | 213,0 | René Marigil         |
| 8ª    | 8 de febrero | La Línea - Málaga               | 140,0 | Vicente Iturat       |

## Classificació final
|    | Ciclista                | Equipo   | Tiempo      |
| -- | ----------------------- | -------- | ----------- |
| 1  | Miguel Pacheco          | Faema    | 35h 37' 56" |
| 2  | Joaquín Barceló         | Licor 43 | + 1' 04"    |
| 3  | Antonio Jiménez Pareja  | Kas      | + 2' 12"    |
| 4  | José Gómez del Moral    | Boxing   | + 2' 22"    |
| 5  | Andreu Trobat           | Licor 43 | + 2' 31"    |
| 6  | Gabriel Mas             | Faema    | + 2' 31"    |
| 7  | Gabriel Company         | Faema    | + 3' 47"    |
| 8  | Antonio Bertrán Panadés | Faema    | + 4' 40"    |
| 9  | René Marigil            | Licor 43 | + 5' 24"    |
| 10 | Hortensio Vidaurreta    | Boxing   | + 6' 13"    |